# UEFA Europa Conference League finalen 2023
UEFA Europa Conference League finalen 2023 var en fodboldkamp der blev spillet 7. juni 2023. Kampen blev spillet foran 17.363 tilskuere på Fortuna Arena, i Prag, Tjekkiet, og skulle finde vinderen af UEFA Europa Conference League 2022-23. De deltagende hold var italienske Fiorentina og engelske West Ham United. Den var kulminationen på den 2. sæson i Europas tredjestørste klubturnering for hold arrangeret af UEFA.
Med en sejr på 2–1 sikrede West Ham United sig sin første triumf i turneringen.
Kampen blev ledet af den spanske dommer Carlos del Cerro Grande.